# سیارک ۲۰۲۶۴
سیارک ۲۰۲۶۴ (به انگلیسی: 20264 Chauhan، نامگذاری:1998FV20) بیست هزار و دویست و شصت و چهارمین سیارک کشف شده‌است که در ۲۰ مارس ۱۹۹۸ کشف شد.
قدر مطلق سیارک برابر ۱۹٫۵ است.